# Panna Sinkó
Panna Sinkó (14 de julio de 2001) es una deportista húngara que compite en piragüismo en la modalidad de maratón. Ganó cuatro medallas en el Campeonato Europeo de Piragüismo en Maratón entre los años 2021 y 2025.

## Palmarés internacional
| \| Campeonato Europeo \| Campeonato Europeo \| Campeonato Europeo \| Campeonato Europeo \| \| Año \| Lugar \| Medalla \| Competición \| \| ------------------ \| ------------------------ \| ------------------ \| ------------------ \| \| 2021 \| Moscú (Rusia) \| Medalla de bronce \| K2 \| \| 2023 \| Slavonski Brod (Croacia) \| Medalla de oro \| K2 \| \| 2024 \| Poznań (Polonia) \| Medalla de bronce \| K2 \| \| 2025 \| Ponte de Lima (Portugal) \| Medalla de plata \| K2 \| |                          |                   |             |
| Campeonato Europeo |                          |                   |             |
| Año | Lugar                    | Medalla           | Competición |
| 2021 | Moscú (Rusia)            | Medalla de bronce | K2          |
| 2023 | Slavonski Brod (Croacia) | Medalla de oro    | K2          |
| 2024 | Poznań (Polonia)         | Medalla de bronce | K2          |
| 2025 | Ponte de Lima (Portugal) | Medalla de plata  | K2          |